# Swing Your Lady
Pour plus de détails, voir Fiche technique et Distribution.
Swing Your Lady est un film américain réalisé par Ray Enright, sorti en 1938.

## Fiche technique
- Titre : Swing Your Lady
- Réalisation : Ray Enright
- Scénario : Joseph Schrank et Maurice Leo d'après la pièce de Kenyon Nicholson (en) et Charles Robinson
- Costumes : Howard Shoup
- Photographie : Arthur Edeson
- Montage : Jack Killifer
- Musique : Adolph Deutsch
- Société de production : Warner Bros.
- Pays de production : États-Unis
- Format : Noir et blanc - 1,37:1 - Mono
- Genre : comédie musicale
- Durée : 77 minutes
- Date de sortie : 1938

## Distribution
- Humphrey Bogart : Ed Hatch
- Frank McHugh : Popeye Bronson
- Louise Fazenda : Sadie Horn
- Nat Pendleton : Joe Skipapoulos
- Penny Singleton : Cookie Shannon
- Allen Jenkins : Shiner Ward
- Leon Weaver (en) : Waldo Davis
- Frank Weaver (en) : Ollie Davis
- June Weaver (en) : Elviry Davis
- Ronald Reagan : Jack Miller
- Daniel Boone Savage : Noah Webster
- Hugh O'Connell : Smith
- Tommy Bupp : Rufe Horn
- Sonny Bupp : Mattie Horn
- Joan Howard (en) : Joan Horn
- Sue Moore : Mabel Horn
- Olin Howland : le propriétaire de l'hôtel
- Sammy White  : un danseur